# Campionati mondiali di sollevamento pesi 1898
I Campionati mondiali di sollevamento pesi 1898, 2ª edizione della manifestazione, si svolsero a Vienna tra il 31 luglio e il 1º agosto 1898.

## Resoconto
Ai campionati, disputati come il precedente in formato "Open", senza limiti di peso, parteciparono undici atleti rappresentanti di tre nazioni. L'Austria conquistò i primi due posti sul podio, la Russia il terzo.

## Risultati
| Evento | Oro          | Argento       | Bronzo              |
| ------ | ------------ | ------------- | ------------------- |
| Open   | Wilhelm Türk | Eduard Binder | Georg Hackenschmidt |

## Medagliere
| Posiz. | Nazione | Oro | Argento | Bronzo | Totale |
| ------ | ------- | --- | ------- | ------ | ------ |
| 1      | Austria | 1   | 1       | 0      | 2      |
| 2      | Russia  | 0   | 0       | 1      | 1      |
| Totale | Totale  | 1   | 1       | 1      | 3      |